# 근화초등학교
근화초등학교는 대한민국 강원특별자치도 춘천시 근화동에 있는 초등학교다.

## 학교 연혁
- 1954.10.18 근화국민학교 개교(14학급 편성)(설립인가 8월 23일)
- 1958.04.07 근화국민학교 신축공사 준공
- 1981.04.22 유아교육 자조반 개설(4학급 100명)
- 1982.03.08 유치원(병설) 4학급 개원
- 1987.03.02 특수학급 1학급 설립인가
- 1988.08.20 학교건물 개축
- 1996.03.01 근화초등학교로 명칭 변경
- 2003.09.05 병설유치원 통폐합 이전
- 2006.12.06 체육관 및 급식소 개관
- 2022.01.03 제67회 24명 졸업(총 12,491명)
- 2022.12.30	제68회 32명 졸업(총 12,523명)
- 2023.09.01	제27대 교장 이금이 부임
- 2013.12.29 제69회 46명 졸업(총 12,569명)

## 참고 자료
- 근화초등학교 - 한국교육학술정보원 학교알리미

## 학교 상징
- 교화 (무궁화) - 피고 지고 또 피는 은근과 끈기 화려하지는 않지만 우아하고 고고한 민족의 정기가 서려 있는 꽃 근화는 나라의 꽃 미래의 희망
- 교목 (향나무) - 작으면 작은대로 온갖 기품 갖추고 굽이치는 가지마다 청정한 푸르름 역경에도 굴치 않는 기상과 절개 향 내음 가득한 우리 배움터